# Anomala burgeoni
Anomala burgeoni är en skalbaggsart som beskrevs av Benderitter 1928. Anomala burgeoni ingår i släktet Anomala och familjen Rutelidae. Inga underarter finns listade i Catalogue of Life.